# Corosoma sellowi
Corosoma sellowi är en spindeldjursart som beskrevs av Karsch 1879. Corosoma sellowi ingår i släktet Corosoma och familjen blindklokrypare. Inga underarter finns listade i Catalogue of Life.